# Bataille du cap Palos (1815)
Pour les articles homonymes, voir Bataille du cap Palos.
Seconde guerre barbaresque
Batailles
Seconde guerre barbaresque :
- Cap Gata
- Cap Palos

La bataille du cap Palos est la dernière bataille de la seconde guerre barbaresque. Lors de cette bataille, l'escadron de l'United States Navy sous les ordres du commandant Stephen Decatur capture un brick algérien.

## Histoire
Après avoir capturé le navire amiral algérien Meshuda et l’avoir envoyé à Carthagène sous l’escorte de l'USS Macedonian, Stephen Decatur et son escadre poursuivent leur route en direction d’Alger. Le 19 juin 1815, ils aperçoivent la Estedio, une brigantine algérienne armée de 22 canons.
Decatur engage la poursuite de la Estedio et la contraint à se réfugier dans les eaux peu profondes près de la côte espagnole, au large du cap Palos. Craignant que ses navires les plus imposants ne s’échouent, il envoie les bâtiments plus légers de son escadre — l'USS Epervier, l'USS Spark, l’USS Torch (en) et l’USS Spitfire — pour engager le combat avec la brigantine. Un affrontement d’environ une demi-heure s’ensuit, au terme duquel les Algériens commencent à abandonner leur navire et à se rendre. Alors que les membres de l’équipage de la Estedio tentent de fuir vers le cap à bord de leurs chaloupes, les bâtiments américains ouvrent le feu sur eux, coulant les embarcations. Les 80 survivants de l’équipage finissent par se rendre. Outre les 80 prisonniers, la Estedio compte au moins 23 morts au combat.
Après la bataille, un équipage de prise conduit la Estedio à Carthagène, où les autorités espagnoles l’internent. Le navire est restitué à Alger à la fin du conflit, mais, le 18 juillet 1815, les Algériens déclarent la guerre à l’Espagne, ce qui conduit le gouvernement espagnol à saisir la Estedio ainsi que la frégate Mashouda, également capturée par Decatur, alors qu’elles se trouvent toutes deux à Carthagène.
L’escadre de Decatur se regroupe alors et poursuit sa route vers Alger afin de contraindre le dey Omar Agha à accepter ses conditions.

## Sources
- (en) « From Bunker Hill to Manila Bay »
- (en) « The End of Barbary Terror »